# 申錫九

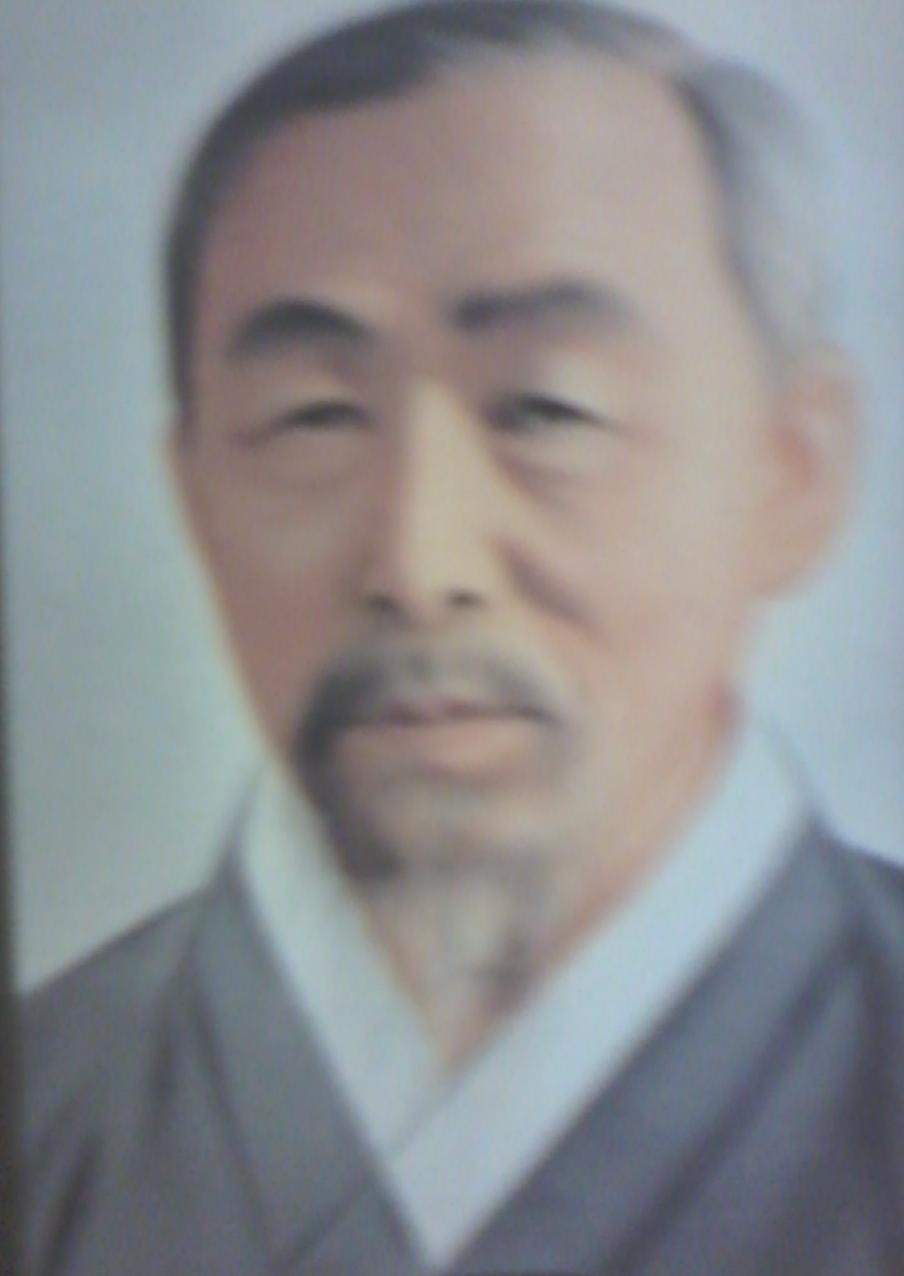
申錫九

申 錫九（しん しゃくく、신석구（シン・ソック）、1875年5月3日 - 1950年10月10日）は、日本統治時代の朝鮮の独立運動家・メソジスト牧師。本貫は平山申氏。雅名は殷哉。

## 生涯

### 3.1万歳運動
忠清北道清州郡米院面錦寛里で出生した。儒教家で育ち、幼い時は漢学を学んだが、1907年にプロテスタントに入門して監理教神学大学校の前身である協成神学校に入学した。京畿道と江原道などで伝道師として働き、1917年に牧師按手を受けた。
1919年に三・一運動が起きる時は京城府で牧会中であった。呉華英の勧誘を受けて民族代表33人の一人として参加し、逮捕されて懲役刑を宣告されて服役した。

### 神社参拝・創氏改名拒否
以後彼は牧会活動をし、キリスト教社会団体活動に参加する一方、総督府当局の神社参拝令を拒否した。
三・一運動以後にも日本が要求する神社参拝と戦勝祈願礼拝を毎度拒否したことでよく知られる。監理教壇が教壇次元で神社参拝強要に応じる決意をした時には、多くの牧師と共に反対し、太平洋戦争時期に大々的に大東亜戦争戦勝祈願礼拝が開かれる時も参加しなかった。このような歩みは同じ忠北出身のメソジスト教会牧師で民族代表33人の鄭春洙の親日行為と対比される。1940年に朝鮮総督府から創氏改名令が公布されたが、創氏を拒否し、当局の要視察人物になった。

### 光復以後
光復当時には平安南道竜岡郡の教会で牧師を務めていたが、北朝鮮人民委員会設立に反対して反共主義運動をした。これにより、1946年と1947年に1回ずつ投獄され、韓国に越南せよとの周辺の勧めに幼い羊達を見捨てて南下することができないと断った。
1949年4月に再び組織事件で逮捕された。この時はもう75歳の高齢であり、懲役10年刑を宣告されて平壌刑務所収監中朝鮮戦争が勃発すると、銃殺された。

### 死後
1963年に建国勲章大統領章が追贈された。忠北清州市三一公園に銅像が設置されており、監理教壇で評伝《申錫九研究》(イ・ドクジュ著、2000年)を発行した。

## 参考サイト
- 大韓民国国家報勲処, 이 달의 독립 운동가 상세자료 - 신석구, 1996년
- 한국컴퓨터선교회, 한국 기독교 인물 - 신석구(申錫九) 신비주의 민족운동가
- . ISBN 89-7510-001-4